# لقلق أبديم
لقلق أبديم أو لقلق عبديم (Ciconia abdimii) هو طائر من الطيور الخواضة التي تنتمي لعائلة اللقلق، المعروف أيضا باسم اللقلق الأسود ذو البطن الأبيض. وهو لقلق أسود باهت مع صدر أبيض وساقين رماديتين، مع احمرار الركبتين والقدمين وله جلد ما بين العيون أزرق اللون وله منقار صغير أصفر ويعتبر أصغر توع في فصيلة اللقلقية مع أنه كبير الحجم ب 73 سم ويبلغ وزنه ما يزيد قليلا عن 1 كجم وتضع الأنثى من 2-3 بيوض وهي أصغر من الذكور.

## التوزيع
- تتواجد في جميع أنحاء أفريقيا الشرقية، من إثيوبيا إلى جنوب أفريقيا. تتكون حميته أساسا من الجراد، واليرقات والحشرات الكبيرة الأخرى.

## لقلق أبديم في المعتقدات
- يعتبر هذا اللقلق مبشرا لهطول المطر في أفريقيا ولتمني الحظ والتوفيق ولذلك هي موضع ترحيب وتقدير من طرف السكان، وهو نفس اسم الحاكم التركي بوادي حلفا بالسودان باي أرناؤوط أبديم (1780-1827).
- وعلى نطاق واسع يعتبر اللقلق أبديم من الطيور الغير المهددة بالانقراض وتتواجد في كل الأحواض والحدائق العالمية مما يؤكد أنها مستقرة.